# Corte costituzionale della Bielorussia
La Corte costituzionale della Bielorussia (in bielorusso Канстытуцыйны Суд Рэспублікі Беларусь?) è uno dei tribunali di più alto grado della nazione. Creata nel 1994, la Corte opera secondo le linee guida dettate nel 1997. Lo scopo della Corte costituzionale è di rendere giustizia nei casi in cui la Costituzione è vaga oppure deve essere interpretata.
L'organismo è formato da 12 giudici, tutti laureati in giurisprudenza come richiesto dalla legge bielorussa, che restano in carica undici anni. Sei dei giudici sono nominati dal presidente della Repubblica e gli altri dal Consiglio della Repubblica.